# Malva sylvestris
La malva selvatica (Malva sylvestris L., 1753) è una pianta appartenente alla famiglia delle Malvacee. Il nome deriva dal latino malva significa molle, perché dai tempi più antichi se ne conoscono le proprietà emollienti.

## Descrizione

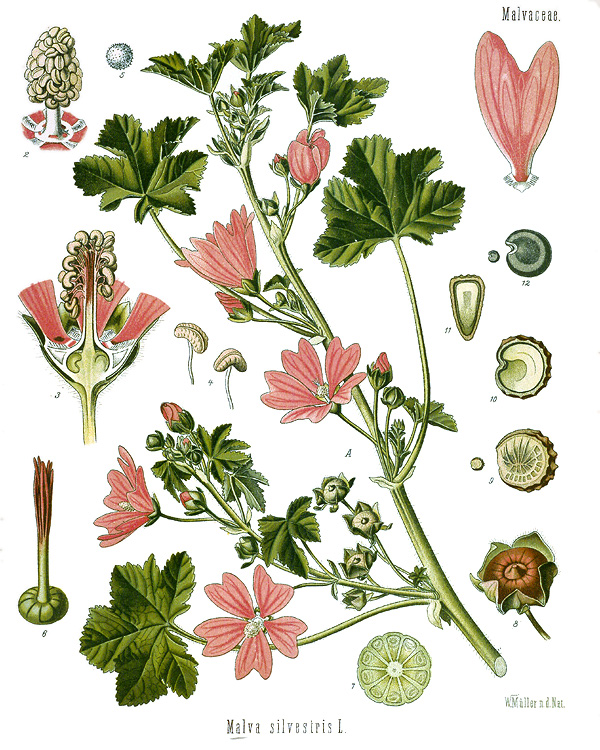

È una pianta erbacea annuale, biennale o perenne. 
Ha un fusto eretto o prostrato che può crescere dai 60 agli 80 cm.

Le foglie di forma palminervia dai 5 ai 7 lobi e margine seghettato irregolarmente.
I fiori sono riuniti all'ascella delle foglie e spuntano da aprile a ottobre, di colore rosaceo con striature scure, con petali bilobati.
Il frutto è un poliachenio circolare.

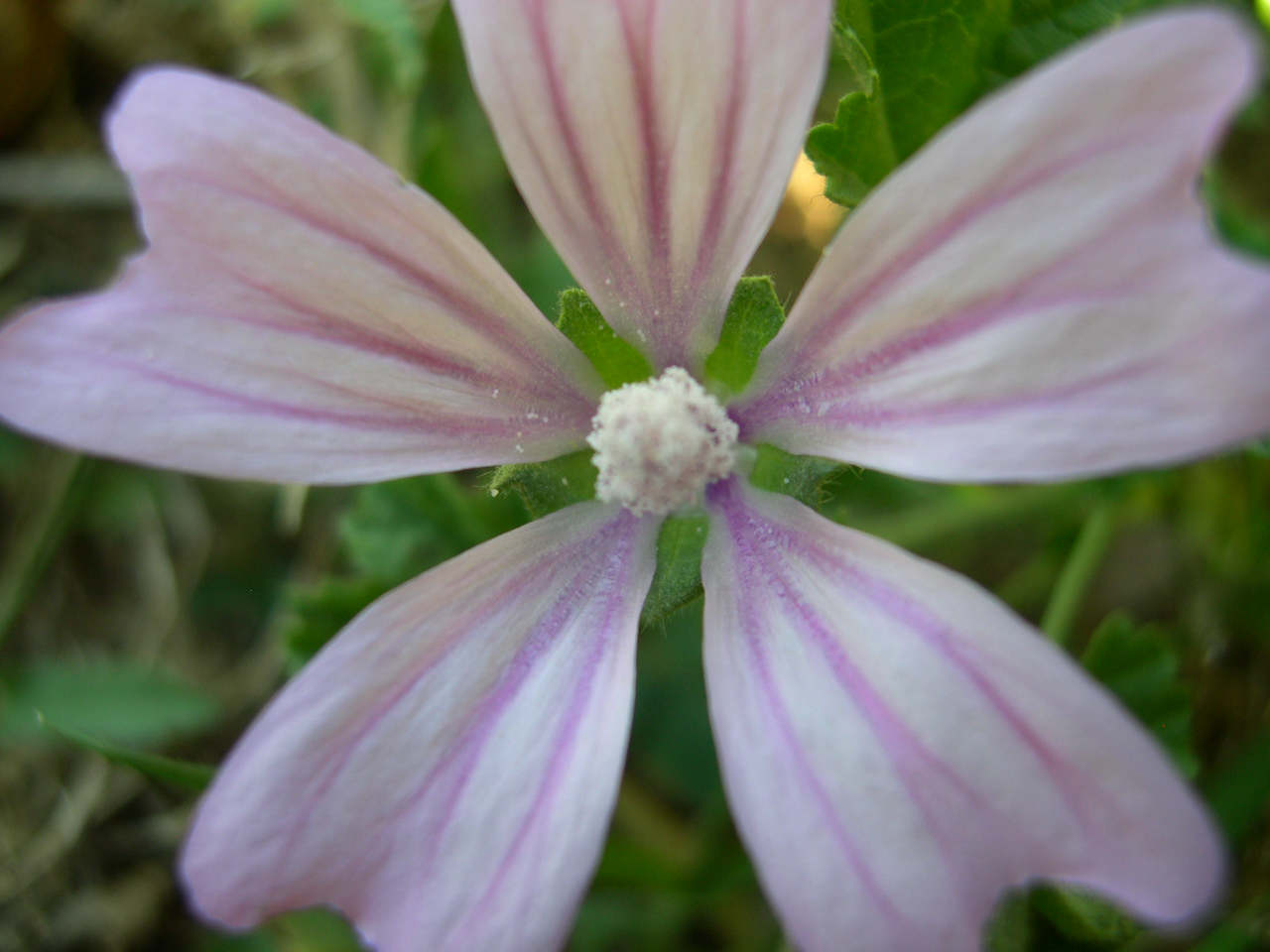
Fiore di Malva sylvestris

## Distribuzione e  habitat
Originaria dell'Europa e Asia temperata, è presente nei prati e nei luoghi incolti di pianura.

## Proprietà e usi
I principi attivi si trovano nei fiori (Malvae flos) e nelle foglie (Malvae folia F.U.XI) che sono ricchi di mucillagini; contiene anche potassio, ossalato di calcio, vitamine e pectina. 
In cucina si usano i germogli, i fiori freschi o le foglioline. Utilizzata come verdura, può regolare le funzioni intestinali grazie alle mucillagini che si gonfiano e premono delicatamente sulle pareti dell'intestino, stimolandone la contrazione e quindi agevolandone lo svuotamento. In erboristeria se ne commerciano le foglie e i fiori prevalentemente per le proprietà antiinfiammatorie ed emollienti, per uso sia esterno che interno. La pianta è largamente impiegata contro le infiammazioni delle mucose e le forme catarrali delle prime vie bronchiali, ed anche come lassativa, antiflogistica, emolliente e oftalmica. Per tali usi le foglie vengono preparate in infuso, affinché le mucillagini possano sciogliersi nell'acqua.
È pianta visitata dalle api per il polline ed il nettare.